# Civilization III
Civilization III é a terceira versão da clássica série criada por Sid Meier e produzida em parceria da Atari com a Firaxis Games. Consiste em um simulador de civilizações, onde o jogador vê-se como governante de uma das diversas civilizações disponíveis, cada qual com características próprias, e tem como objetivo levá-la à glória sobre todas as outras. O jogo começa no ano 4000 A.C. e vai até os dias de hoje, porém para ter as tecnologias correspondentes ao ano que está o jogo (o jogo é em turnos) é necessária uma boa administração. É o jogador que escolhe as tecnologias que devem ser pesquisadas, dentro das opções ao alcance do grau de adiantamento de sua civilização, além disso é o jogador que decide a porcentagem da receita que vai ser investida em pesquisas científicas, se pouco for investido seu império vai ter muito dinheiro mas vai ser atrasado; se for investido demais, pode ter um rápido avanço que vai se conter quando acabar o tesouro. Portanto se o jogador não souber administrar tanto o dinheiro quanto as tecnologias que são prioritárias é possível que a sua civilização chegue no Século XXI sem ter descoberto a energia a vapor.
Esta versão do jogo apresenta inovações gráficas, mais recursos disponíveis (como a obtenção de artigos de luxo, construção de colônias, unidades militares exclusivas para cada civilização, maior detalhamento e interatividade com outras civilizações), além da possibilidade de jogos online.

## Expansões
Dois pacotes de expansão foram publicados para Sid Meier's Civilization III, sendo eles:
1. outubro de 2002: Play the World, adicionando capacidade multiplayer, 8 novas civilizações, e algumas novas unidades.[1] Entretanto, as funcionalidades multiplayer desta expansão foram altamente criticadas;[2]
2. novembro de 2003: Conquests, oferecendo 9 cenários históricos, desde a Mesopotâmia até a Segunda Guerra Mundial no Oceano Pacífico. Muitos destes cenários têm recursos, melhorias, maravilhas, música, e até tipos de governo que são específicos àquele cenário, especialmente as campanhas Mesoamericana e do Sengoku.[1]